# Orosz Katalin
Orosz Katalin (Mezőtúr, 1950. július 24. –) pszichológus.

## Családja
Édesanyja Komlósi Ilona, tanítónő, édesapja Orosz Pál, festőművész, testvére Orosz Barna, kottagrafikus, autodidakta költő, képzőművész. 
Jelentős hatással voltak rá déd- és nagyszülei, akik vidéki falvak tanítói, jegyzői, református lelkészei voltak. A családi szellemi örökség ma is referencia számára életfilozófiájában, erkölcsi és spirituális kérdésekben, valamint emberi kapcsolataiban.
Férjével, Hajnal Alberttel 1976-ban házasodtak össze. Budapesten éltek, két gyermekük született.
1998-tól Galgahévízen élt, 2007-ben Máriahalomra költözött. 2015-ben végleges otthonra lelt a Somogy megyei Nyimben.

## Tanulmányai, tapasztalatai
Az ELTE Trefort utcai Gyakorlóiskolában tanult 12 évig, 1968-ban ott érettségizett, majd az ELTE TTK matematika-fizika szakán szerzett középiskolai tanári diplomát (1973). Diplomamunkáját informatikából írta, ezután 5 évig dolgozott a Számítástechnikai Koordinációs Intézetben. Ebből 3 évig Münchenben a Siemens által felkínált matematikai nyelvészet területén volt feladata. Ekkor kezdett foglalkozni a rendszerelmélettel is.
Már 10 éves kora óta készült a pszichológus pályára. 1987-ban fejezte be az ELTE BTK pszichológia szakát, majd klinikai szakpszichológus szakvizsgát tett (1990). Részt vett több hazai módszerspecifikus képzésen: jungiánus szemléletű pszichoterápia (1982-1990), hipnoterápia (1992).
Az autogén tréninggel kapcsolatos tanulmányait 1983-ban fejezte be. Ez a módszer kiemelt szerepet játszik az általa alkalmazott pszichoterápiás módszerek között, saját magán is megtapasztalta annak gyógyító hatását. Ezért az autogén tréning oktatásának módszertanát továbbfejlesztette és gyakran alkalmazza csoportterápiájában is.
1984-ben és 1986-ban részt vett a szegedi kliensközpontú konferencián, ahol mélyen hatott rá a személyes találkozás Carl Rogers terápiás munkájával. Így elköteleződött a humanisztikus pszichoterápia mellett.
1990-től kezdve Beata Bishop (London) vezetésével a transzperszonális pszichológia, majd a Boswijk Institutban (Hollandia) transzperszonális terapeuta képesítést szerzett (1998).
Az imaginatív módszerekkel először a spiritualitás területén találkozott, majd a transzperszonális pszichoterápia területén elmélyítette tudását. Számos terapeutától tanult nemzetközi színtéren további transzperszonális és testközpontú terápiás módszereket, többek között a Body Mind Centering (2006-10), a bodywork (1995-2000) és a szomatoterápia területén (2014-16).
Férje révén aktív tagja lett Szepes Mária hermetikus körének és több más lazán szerveződő értelmiségi és "kulturális kreatív" közösségnek. E szellemi műhelyekben elmélyedt a keleti és az európai filozófiák tanaiban. Rendszeres meditációs gyakorlatokat folytat 1970 óta.
Az ökológiai válság problémáira felfigyelt már a hetvenes évek elejétől, és önképzéssel egészítette ki természettudományos műveltségét. A kezdetektől aktív szervezője és meghatározó tagja a hazai ökofalu mozgalomnak. Jelenleg is egy ökoközösség tagjaként él Nyimben.

## Szakmai pályája
Egyetemi tanulmányai után az Országos Orvosi Rehabilitációs Intézet Baleseti Mozgássérültek Osztályán mozgásukban károsodott betegekkel dolgozott (1986-90). Ezután több területen végzett párhuzamosan egyéni és csoportos terápiát: 
- a SOTE Pszichiátriai Klinika Pszichoszomatikus Ambulanciáján pánikbetegekkel Kopp Mária vezetésével (1987-90);
- az Egészségforrás Alapítványnál daganatos betegek pszichoterápiája, ahol kidolgozta a Simonton módszer hazai csoportterápiás módszertanát (1990-2012);
- dolgozott a Mentálhigiénés Központban klinikai szakpszichológusként (1994-99);
- a Transzformáció Társasjátékot az MTE keretében publikálta magyar nyelven (1997)
- munkatársaival megalapította a Szivárványház elnevezésű terápiás központot (1999-2003), melynek keretében a terapeuták közössége a transzperszonális pszichológia módszerei alapján dolgozott.

Munkája során tapasztalta, hogy a betegség, a krízis kiindulópontja lehet a lelki megújulásnak. Ezért lett 1990 óta elkötelezett híve és egyik első hazai képviselője a pszichológia legújabb, negyedik irányzatának, a transzperszonális pszichológiának, melyet az USA-ban humanisztikus pszichológusok csoportja alapított, létrejöttét 1962-től számítjuk. A Magyar Transzperszonális Egyesület alapító elnökeként (1994) sokat tett azért, hogy a transzperszonális pszichológia, mint tudomány, szakmai körökben is ismertté, illetve elismertté váljon, és világosan elkülönüljön az ezotériától, illetve a newage mozgalomtól. A transzperszonális pszichológia tudományos alapjainak megteremtése érdekében számos konferenciát szervezett, szerepet vállalt az egyetemi szintű oktatásban (Károli Gáspár Református Egyetem BTK Pszichológiai Intézet, valamint ELTE Pedagógia és Pszichológia Kar). Kidolgozta a transzperszonális szemléletű pszichoterápiás csoportok módszertanát és több csoportsorozatot írt meg. 1998-tól mostanáig három 3 éves transzperszonális szemléletű kiképző csoportot tartott, a negyedik 2024. februárjában indult el. 2003-ban létrehozta a Kheiron Transzperszonális Pszichológiai Tanácsadó és Oktató Központot, amely helyet ad a transzperszonális szemléletű önismereti, személyiségfejlesztő és gyógyító (terápiás) munka mellett a továbbképzéseknek is.
Magyarországon az elsők között (1994-től) foglalkozott behatóbban a magzati- és születési élmény egész életre gyakorolt hatásával, illetve a korai perinatális sérülések felnőttkori pszichoterápiájával. Ennek érdekében dolgozta ki a „Születni-újjászületni” pszichoterápiás csoportot 2001-ben. Később többen csatlakoztak ehhez a munkához, akikkel együtt megalapította a Születés Kísérleti Műhelyt. Kezdeményezésére jött létre 2007-ben a Perinatus Alapítvány a születés testi-lelki egészségéért, melynek preventív és pszichoterápiás munkájában integrálódik mindaz az elméleti és gyakorlati szakmai tudás, amely a szülés és a születés körüli időszakról összegyűlt. 
1983 óta pszichoterápiás munkájában fontos téma a létezés élménye, a spirituális élmény és a halálközeli élmény. Eleinte a módosult tudatállapot minősége foglalkoztatta, majd pszichoterápiás módszertant dolgozott ki ezeknek az élményeknek a traumafeldolgozásával kapcsolatban. A halálközeli élmények szomatikus következményeiről 2001-ben a SOTE konferenciáján tartott előadást. A spirituális krízisek megjelenését és lehetséges terápiás módszertanát dr. Eisler Olgával és más kollégákkal közösen tanulmányozta.
Szakmai érdeklődése jelenleg két fontos területen aktív: 
- az ökológiai válság megjelenése a pszichés problémák között és ennek pszichológiai feloldása,
- a közösségek működése.

Szakmai munkája során több száz előadást tartott szakmai fórumokon és laikusoknak ismeretterjesztési céllal egyaránt.

## Közéleti tevékenységei
Számos szakmai és civil szervezet alapításában vett részt.
A kezdetektől aktív szervezője és meghatározó tagja a hazai ökofalu mozgalomnak. A mélyökológia elkötelezett híveként több külföldi képzés után 1989-ben elindította a Galgamenti Népfőiskolát Galgahévízen, amely 2006-ig számos továbbképzésnek, tanfolyamnak, nyári tábornak és személyiségfejlesztő csoportnak adott otthont. Első kuratóriumi elnöke volt a GAIA Alapítványnak (1990-2006), mely a Galgafarm Ökofalu megvalósításához kapcsolódott.
Az Európai Transzperszonális Szövetség (EUROTAS) munkájában aktív részt vállalt 1994-2006 között, egy ciklusban elnökségi tag is volt.
Jelenleg ismét elnöke a Magyar Transzperszonális Egyesületnek.
2016 óta elnökségi tagja a Hidas György és Raffai Jenő által 1996-ban alapított Magyar Pre- és Perinatális Pszichológiai és Orvostudományi Társaságának (MPPPOT).
Jan Boswijk mentorálása mellett alapítója a magyarországi Szelíd Mosoly Buddhista Közösségnek (2005), melynek mestere Thich Nhat Hahn (Plumvillage).
Egyik alapítója a 2010-ben alakuló ökoközösségnek, amely 2012-ben Nyimben talált otthonra.

## Fontosabb publikációi, médiamegjelenései

### Életrajz
- Orosz Katalin életrajza

### Társszerzőként jegyzett könyvek
- Boldogságkönyv Budapest: Kossuth Kiadó, 2013.
- A lélek dolgai Budapest: Kulcslyuk Kiadó, 2013.
- Teljesebbé válni Budapest: Kulcslyuk Kiadó, 2012.
- Lelkünk rajta Budapest: Saxum Kiadó-Pszichodiák Alapítvány, 2009.
- Szellemi ösvények Budapest: Cédrus Kiadó, 2004.
- Orosz Katalin – S. Nagy Zita: A sorsformáló 9+1 hónap. Budapest, Kulcslyuk Kiadó, 2017.
- Sorskönyv – utak, mesterek. Máté Judit interjúi. Kossuth Kiadó, 2014
- Az emberről való tudás új paradigmája: A transzperszonális pszichológia. In: Jung nálunk. Magyar szerzők jungi analitikus írásai. 2. kötet (szerk.: Deák Zsolt), Ursus Libris, 2017.
- Utószó, In: O. Carl Simonton, Stephanie Matthews-Simonton, James L. Creighton: A gyógyító képzelet/Belső erőforrásainkkal a rák ellen. Budapest: Egészségforrás Alapítvány, 2015
- Előszó, In: Spirituális válság – Krízisek a belső átalakulás útján (szerk.: Dr. Stanislav Grof, Christina Grof). Pilisvörösvár: Pilis Print Kiadó, 2007.

### Cikkek
- Orosz Katalin - S. Nagy Zita: Long term effects of birth, 2018.
- Orosz Katalin – S. Nagy Zita: Transzperszonális szemléletű pszichológia. Egy hazai transzperszonális pszichoterápiás műhely bemutatkozása. In: Pszichoterápia Lap, 30. évf./3. szám (185-194), 2021.
- Születünk és újjászületünk. A perinatális élmények feldolgozása felnőttkorban. In: A szülés és születés minősége a perinatális tudományok megközelítésében (szerk.: Andrek Andrea, Molnár Judit, Varga Katalin). Budapest: Medicina Kiadó, 2019. (417-431)
- A lazítás művészete, Természetgyógyász Magazin, 1995-96
- Spirituális krízis, Elixír Magazin, 2002. I-IV rész
- A klinikai halálélmény, mint spirituális beavatás. Konferencia előadás 2001. 03. 12.
- „Klinikai halál állapotokról – sokoldalúan”. In: parapszichológia, spiritualitás – a tudomány és a vallások határterületei, IV. évf. 2001.
- Az emberről való tudás új paradigmája: a transzperszonális pszichológia. In: e-Világ, 2003. június
- A népmesék lélektani elemzése. In: Könyvtáros folyóirat 7. évfolyam 2005/4. szám[7]

### Média
- Lelkünk titkai 52 részes TV sorozat, beszélgetőpartner: Turóczi Attila (27’)
- TV Közéleti mélyinterjúk, 2013., 54 rész (54’)
- Élet az anyaméhben. Kossuth Rádió, Vendég a háznál – 10 részes sorozat
- Magyar Védőnők Egyesülete Konferencia, Balatonföldvár, 2019.[8]
- Nyitott Akadémia: A magzatkori és születési élmények hatása az életút alakulására, 2018.[9]
- Nyitott Akadémia: Autogén tréning, 2023.[10]